# Luciîci, Ratne
Luciîci (în ucraineană Лучичі) este un sat în comuna Zabrodî din raionul Ratne, regiunea Volînia, Ucraina.

## Demografie
Componența lingvistică a localității Luciîci
     Ucraineană (99,01%)
     Alte limbi (0,99%)
Conform recensământului din 2001, majoritatea populației localității Luciîci era vorbitoare de ucraineană (99,01%), existând în minoritate și vorbitori de alte limbi.